# Parastenopa ogloblini
Parastenopa ogloblini är en tvåvingeart som först beskrevs av Blanchard 1929.  Parastenopa ogloblini ingår i släktet Parastenopa och familjen borrflugor. Inga underarter finns listade i Catalogue of Life.